# منو ریوم
منو ریوم (فرانسوی: Manon Rhéaume‎؛ زادهٔ ۲۴ فوریهٔ ۱۹۷۲) بازیکن هاکی روی یخ اهل کانادا است.